# Elecciones estatales de Michoacán de 1977
Las elecciones estatales de Michoacán de 1977 se realizaron el domingo 3 de julio de 1977 y en ellas se renovaron los siguientes cargos de elección popular del estado mexicano de Michoacán:
- 17 diputados del Congreso del Estado. Dieciséis electos por mayoría relativa y uno designado directamente mediante la figura de «diputado de partido», electos para integrar la LXI Legislatura.
- 113 ayuntamientos. Integrados por un presidente municipal y un grupo de regidores, electos para un periodo de tres años no reelegibles para el periodo inmediato.

## Legislación
Esta elección fue la única que incluyó la figura del «diputado de partido» para integrar al Congreso del Estado de Michoacán. Este era un método de representación proporcional que buscaba garantizar la representación de los partidos minoritarios en el congreso. A diferencia de la representación proporcional tradicional, el número de escaños no está garantizado, sino que varía en función de los votos obtenidos por los partidos menores. Para recibir un escaño, un partido debía recibir al menos el 9% de los votos emitidos y no haber conseguido ningún escaño de mayoría simple.
En esta elección ningún partido logró cumplir con las condiciones establecidas por la legislación electoral, así que se decidió de forma extraordinaria concederle un escaño de «diputado de partido» al Partido Popular Socialista (PPS) para garantizar que el congreso estatal tuviera al menos un integrante de un partido minoritario. Después de esta elección, la ley electoral fue reformada para eliminar la figura del «diputado de partido» y reemplazarla por los diputados de representación proporcional.

## Resultados

### Congreso estatal
|  | 95.98 % |

|  | 1.23 % |

|  | 0.26 % |

|  | 97.47 % |

|  | 2.53 % |

### Ayuntamientos
|  | 96.33 % |

|  | 2.37 % |

|  | 1.07 % |

|  | 99.78 % |

|  | 0.22 % |